# 토미모리 저스틴
토미모리 저스틴(1989년 6월 27일 ~ )은 일본의 전 배우이다.

## 내력
일본인과 오스트레일리아인의 혼혈이다.  잡지 POPEYE 등지에서 모델로서 활동하다가 배우적인 면으로 동생인 토미모리 앤드류와  토미모리 형제로서 신인 연예인 발굴 및 예능 프로그램에서 만담을 선보이는 등의 절차를 거쳐 배우로 데뷔하게 된다. 어렸을 적부터 꿈이었던 가면라이더 시리즈 중 한 시리즈인 가면라이더 포제에서 다이몬지 슌 역할을 맡음으로서 그 꿈을 이루게 되었다. 좋아하는 가면라이더는 가면라이더 BLACK과 가면라이더 W이라고 한다. 
2021년 3월 19일 큐브를 퇴사해, 배우를 은퇴하는 것을 트위터에서 발표했다. 은퇴한 현재, 동생인 토미모리 앤드류만 배우로서 활동 중이다.

## 출연작

### TV 드라마
- 2011년 ~ 2012년 가면라이더 포제 - 다이몬지 슌 역

## 영화
- 2011년 가면라이더X가면라이더 포제&오즈 MOVIE 대전 MEGAMAX - 다이몬지 슌 역